# Služebnice Nejsvětějšího Srdce Ježíšova od svatého Josefa
Služebnice Nejsvětějšího Srdce Ježíšova od svatého Josefa (italsky: Ancelle del Sacro Cuore di Gesù di San Giuseppe) je ženská řeholní kongregace, jejíž zkratkou je A.S.C.

## Historie
Kongregace byla založena roku 1876 v Imole Luciou Noiret v rámci Conservatorio San Giuseppe, kde byli přijímáni sirotci a mladí lidé. Úkolem kongregace byla výchova a vzdělávání.
Roku 1916 získala od Svatého stolce decretum laudis a roku 1937 byly schváleny její stanovy.

## Aktivita a šíření
Věnují se výchově a vzdělávání dětí a mládeže.
Jsou přítomny v Itálii, Mexiku, Guatemale a Salvadoru; generální kurie se nachází v Boloni.
K roku 2021 měla 48 sester v 11 domech.